# Opalino
Opalino (deutsch Oppalin, früher Opalin) ist ein Dorf im Verwaltungsbezirk Landgemeinde Gniewino (Gnewin) in der polnischen Woiwodschaft Pommern und gehört zum Powiat Wejherowski (Neustädter Kreis).

## Geographische Lage
Das Dorf liegt in der Nähe der früheren Grenze zwischen Hinterpommern und Westpreußen, südlich der Einmündung des Piasnitzbachs in den Zarnowitzer See, etwa 33 Kilometer nordöstlich von Lauenburg in Pommern, 17 Kilometer nordwestlich von Wejherowo (Neustadt in Westpreußen) und sechs Kilometer ostsüdöstlich des Dorfs Gniewino (Gnewin).

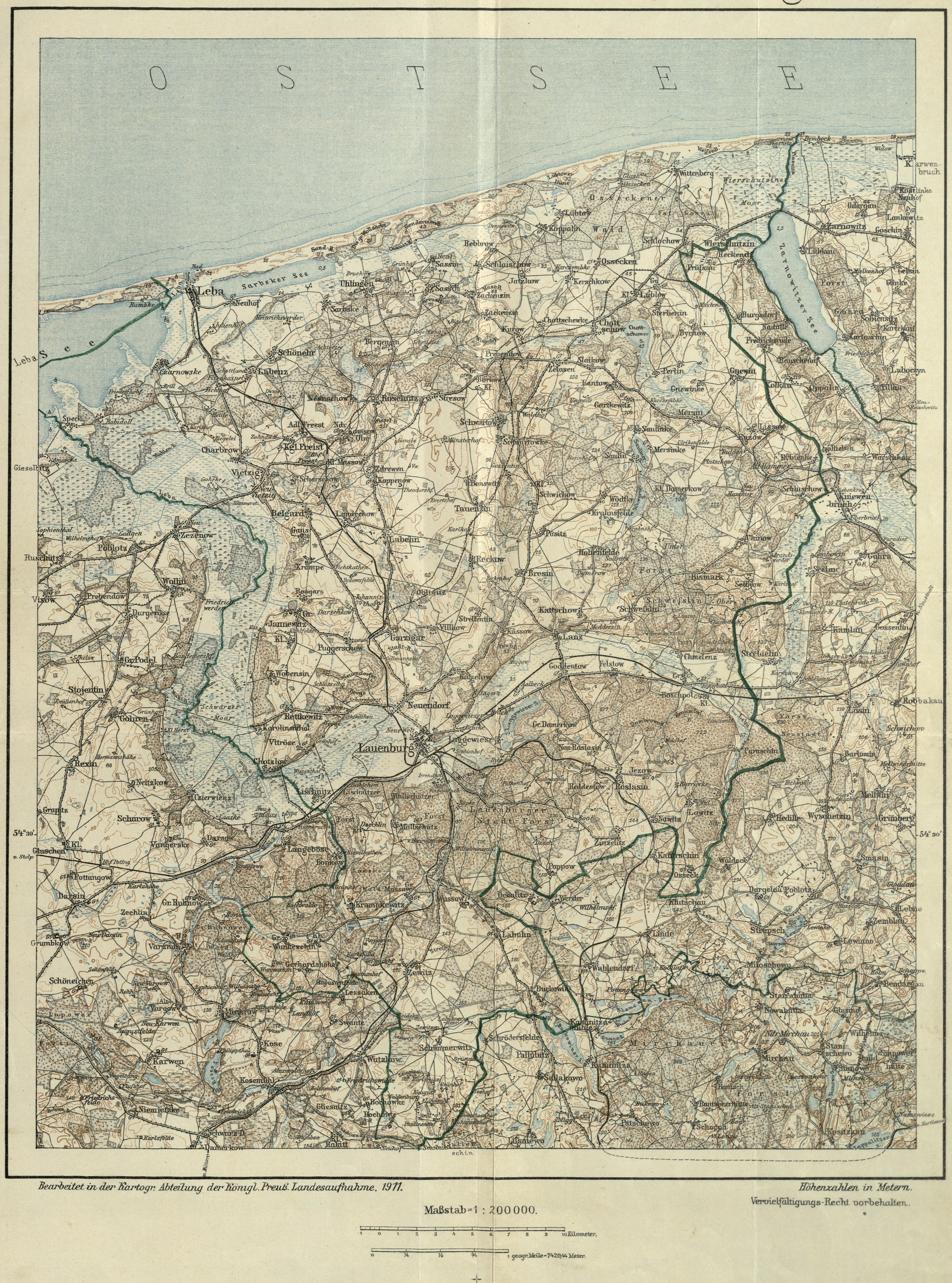
Oppalin, ostsüdöstlich der Stadt Leba an der Ostsee, nordöstlich der Stadt Lauenburg in Pommern, südlich des Zarnowitzer Sees, links des in diesen einmündenden Piasnitzbachs und ostnordöstlich des Dorfs Gnewin, auf einer Landkarte von 1911

## Geschichte
Zur Zeit des Deutschen Ordens gehörte Oppalin zu den Panendörfern des Putziger Landes mit polnischem Recht. Im Jahr 1425 belohnt der Komtur zu Danzig Conrad von Baldersheim den um den Orden verdienten Verwalter Matzke Floder durch Verleihung des Gutes Oppalin zu kulmischem Recht. 1590 besaß ein Mitglied der Familie Kolkow einen Anteil von Opalino, und 1642 sind die Kolkows und die Chinowskis in Opalina erbberechtigt. 1776 bestand das Dorf aus sechs Adelsanteilen, 1789 nur noch aus vier mit insgesamt 12 Feuerstellen (Haushaltungen); unter dem Besitzer von Rybinski wurde es später in einer Hand vereinigt. Anschließend folgte im Besitz die Familie von Zanthir, 1836 dann die Familie Strehlke, die mit Ernst Strehlke noch 1903 hier vertreten war.
Im Jahr 1865 betrug die Grundsteuer für den Gutsbezirk Oppalin 109 Reichstaler, zehn Silbergroschen und neun Pfennige. Um 1905 hatte der Gutsbezirk 67 deutsche und 34 polnische Einwohner.
Als nach dem Ersten Weltkrieg der Versailler Vertrag die Verlegung des Polnischen Korridors durch das Reichsgebiet vorsah, wurde Oppalin aus dem Kreis Neustadt in Westpreußen am 2. August 1919 in den Kreis Lauenburg in Pommern eingegliedert.
Am 1. April 1927 hatte das Gut Oppalin eine Flächengröße von 642 Hektar, und am 16. Juni 1925 hatte der Gutsbezirk Oppalin 164 Einwohner.  Am 30. September 1928 wurde der Gutsbezirks Oppalin aus dem Amtsbezirk Rieben in die Landgemeinde Rauschendorf eingegliedert.
Bis 1945 bildete Oppalin eine Wohnstätte in der Landgemeinde Rauschendorf im Landkreis Lauenburg in Pommern im Regierungsbezirk Köslin der preußischen Provinz Pommern im Deutschen Reich. Rauschendorf war dem Amtsbezirk Kolkau zugeordnet.
Gegen Ende des Zweiten Weltkriegs besetzte Anfang März 1945 die Rote Armee die Region. Bald darauf wurde der Kreis Lauenburg von der Sowjetunion zusammen mit ganz Hinterpommern der Volksrepublik Polen zur Verwaltung überlassen. Anschließend begann die Zuwanderung polnischer Zivilisten, von denen die deutschen Dorfbewohner aus ihren Häusern und Gehöften gedrängt wurden. Oppalin wurde zu Opalino polonisiert. In der darauf folgenden Zeit wurden die einheimischen Dorfbewohner von der polnischen Administration aus Oppalin vertrieben.

## Demographie
| Jahr | Einwohner | Anmerkungen                                                          |
| ---- | --------- | -------------------------------------------------------------------- |
| 1818 | 86        | Dorf, adlige Besitzung; davon 63 Lutheraner und 23 Katholiken        |
| 1852 | 164       | Dorf                                                                 |
| 1864 | 188       | am 3. Dezember, Gutsbezirk                                           |
| 1867 | 178       | am 3. Dezember, Gutsbezirk                                           |
| 1871 | 150       | am 1. Dezember, Gutsbezirk, davon 100 Evangelische und 50 Katholiken |
| 1910 | 153       | am 1. Dezember, Gutsbezirk                                           |
| 1925 | 164       | am 16. Juni                                                          |

## Kirche

### Kirchspiel bis 1945
Die vor 1945 hier lebenden Dorfbewohner gehörten mehrheitlich der evangelischen Konfession an. Die evangelischen Einwohner von Oppalin gehörten zum evangelischen Kirchspiel in Gnewin.
Das katholische Kirchspiel war in Wierschutzin.

### Polnisches Kirchspiel seit 1945
Die seit 1945 und Vertreibung der einheimischen Dorfbewohner anwesende polnische Einwohnerschaft ist überwiegend katholisch.
Hier lebende evangelische Polen sind dem weit entfernten Pfarramt der Kreuzkirchengemeinde in Stolp in der Diözese Pommern-Großpolen der Evangelisch-Augsburgischen Kirche in Polen zugeordnet, deren nächstgelegene Predigtstätte in Lębork (Lauenburg in Pommern) ist.